# Fredrikshov
Fredrikshov är en före detta slottsbyggnad vid Fredrikshovsgatan 6 intill Oscarskyrkan i stadsdelen Östermalm i Stockholm. Huvudbyggnaden revs 1895. Fredrikshov har genom historien bland annat fungerat som kungligt slott (1774–1783), fängelse, arsenal (1793–1802), kasern för Svea livgarde, militär skola och är sedan 1993 Fredrikshovs slotts skola, en friskola som drivs av stiftelsen Carpe Diem.

## Historik

### Högrestånds- och kunglig bostad

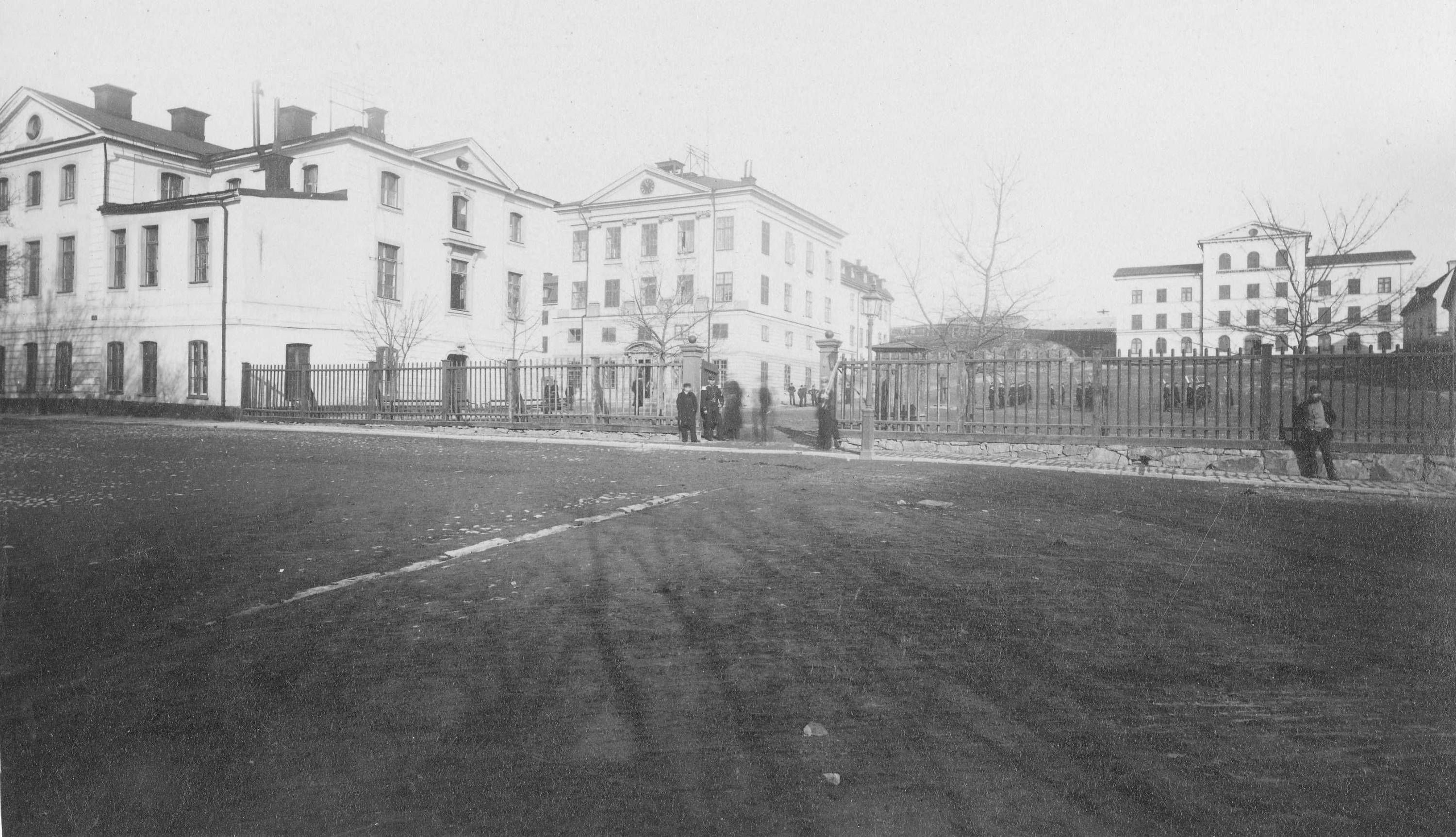
Fredrikshov mellan 1890 och 1900.

Arkitekten Jean de la Vallée fick tomten vid Kalvhagens Kungsladugård i donation av drottning Kristina 1652. Han lät uppföra en italiensk villabyggnad i korsform med flyglar och svängda sträckmurar på 1660-talet. Mot saltsjön fanns en stor damm och paviljonger enligt en karta från 1700-talets förra del i Stadsarkivet. 
Fältherren Otto Wilhelm Königsmarck övertog egendomen genom byte och inrättade sig här 1682 efter giftermålet med Catharina Charlotta De la Gardie. För en tid ändrade egendomen då namn till "Königsberg". En bouppteckning från 1685 omtalar "valvet" med åtta skåp och förvaringskistor, vilket tyder på att det var ett stort utrymme. Det är möjligt att detta var husets stora sal i korsmitten som i så fall hade ett trävalv och fick ljus från överfönster i tornbyggnaden. Tyvärr finns inga ritningar eller avbildningar bevarade från denna tid i anläggningens historia.  
År 1731 utökades huset med en ny huvudbyggnad mot Ulrikagatan. Den ritades av Carl Hårleman på uppdrag av kung Fredrik I, som använde den under sina jaktutflykter på Djurgården. Han skänkte den sedermera till sin mätress, riksgrevinnan Hedvig Taube. Det äldsta (södra) huset genomgick en stor om- och påbyggnad varvid den utbyggda delen åt väster nedrevs och korsformen blev en T-plan. Ett trapphus byggdes i östra delen invid entrén. Möjligen breddades hela detta parti för att få rum med innertrappan till övervåningen. 
Namnet Fredrikshov har dock äldre anor än kung Fredrik I och härstammar från vinskänken Fredrik Hoff som drev ett värdshus i Vallées hus under slutet av 1600-talet. Denne Fredrik var son till vinskänken Kasten Hoff som drev värdshuset Kastenhof på Norrmalm.
På stadsingenjören Peter Tillaeus karta över Stockholm från 1733 finns slottet med, ävenså på församlingskartor (nu i Stockholms stadsarkiv). Ritningar från tiden som kungligt lustslott förvaras i dag i Krigsarkivet.
Mellan 1772 och 1774 tillkom en flygel ritad av arkitekt Carl Fredrik Adelcrantz på uppdrag av änkedrottning Lovisa Ulrika. Hon flyttade dit från Kungliga slottet. Efter hennes död 1782 var Fredrikshovs storhetstid slut. Under några år residerade prinsessan Sofia Albertina på slottet.

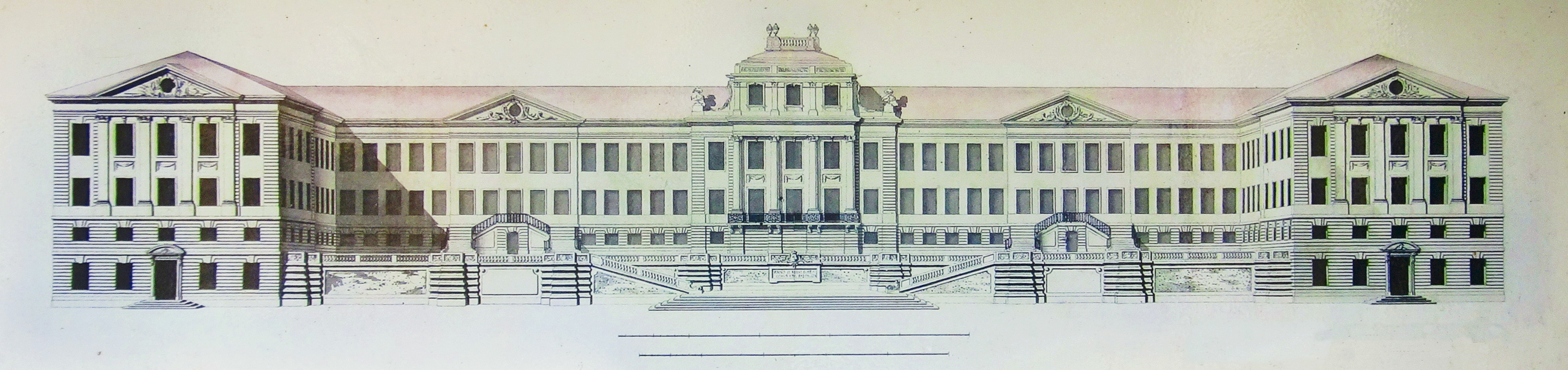
Carl Fredrik Adelcrantz storslagna vision från 1774, bara halva den centra delen och högra flygeln utfördes.

### Senare användning
Fredrikshov kom att användas som fängelse för arresterade medlemmar av Anjalaförbundet samt även för arresterade riksdagsmän ur adeln vid Riksdagen 1789. Åren 1802–1888 var byggnaden kasern för Svea livgarde. Från 1912 användes Fredrikshov av Arméns intendenturförråd och som kasern för Första intendenturkompaniet. Den kungliga inredningen fraktades bort. Huvudbyggnaden revs 1895 för att ge plats åt nya gator. I dag återstår endast en flygel (benämnd Slottskasern av livgardet) samt det äldre (södra) huset (Officersflygeln).
Fredrikshovs slott är byggnadsminnesförklarat av Länsstyrelsen i Stockholms län sedan 1935, förnyat 1993 och blåmärkt av Stadsmuseet i Stockholm vilket betyder "att bebyggelsen bedöms ha synnerligen höga kulturhistoriska värden".

## Galleri

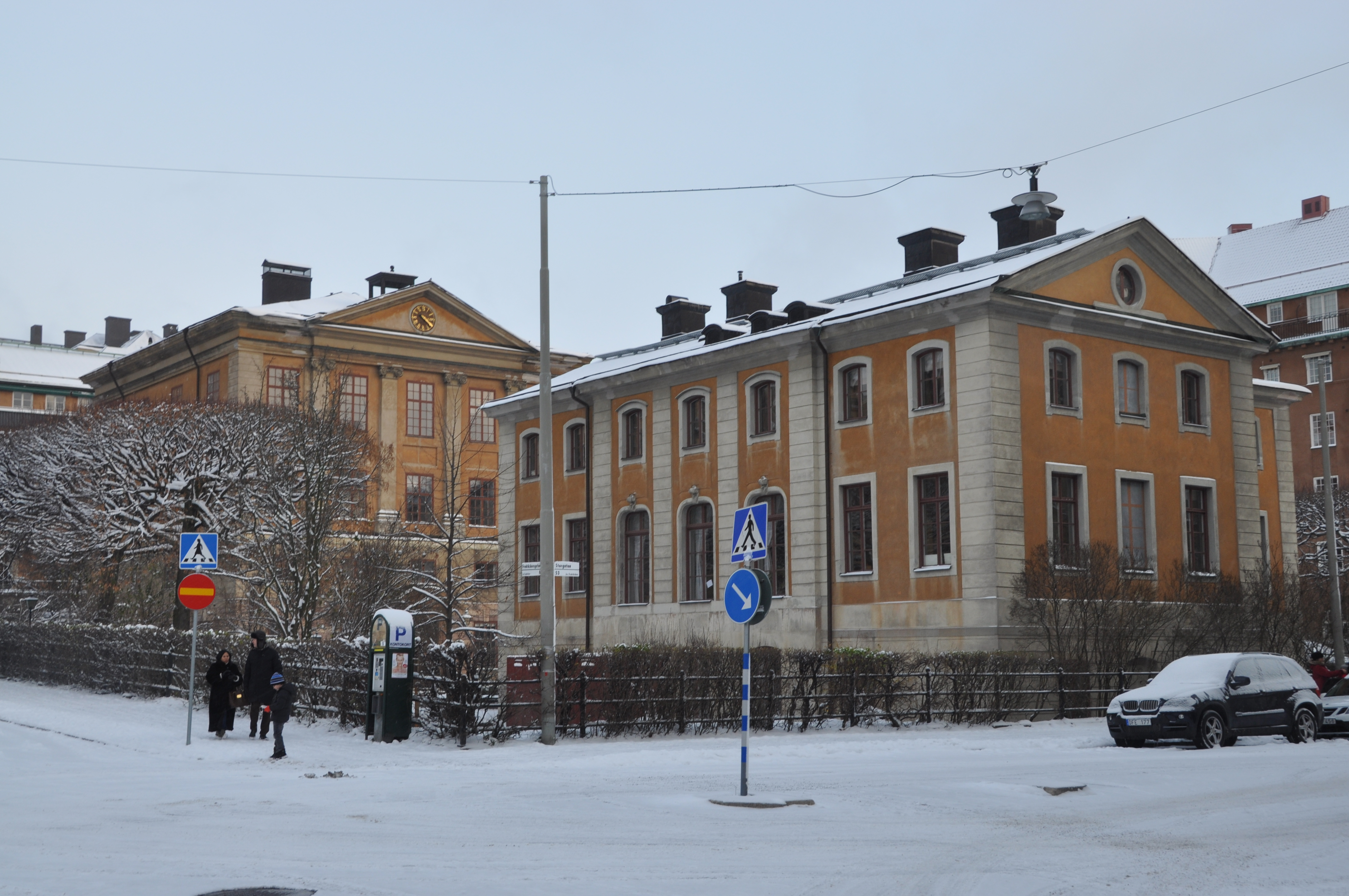
Det äldsta (södra) huset sett från Fredrikshovsgatan.
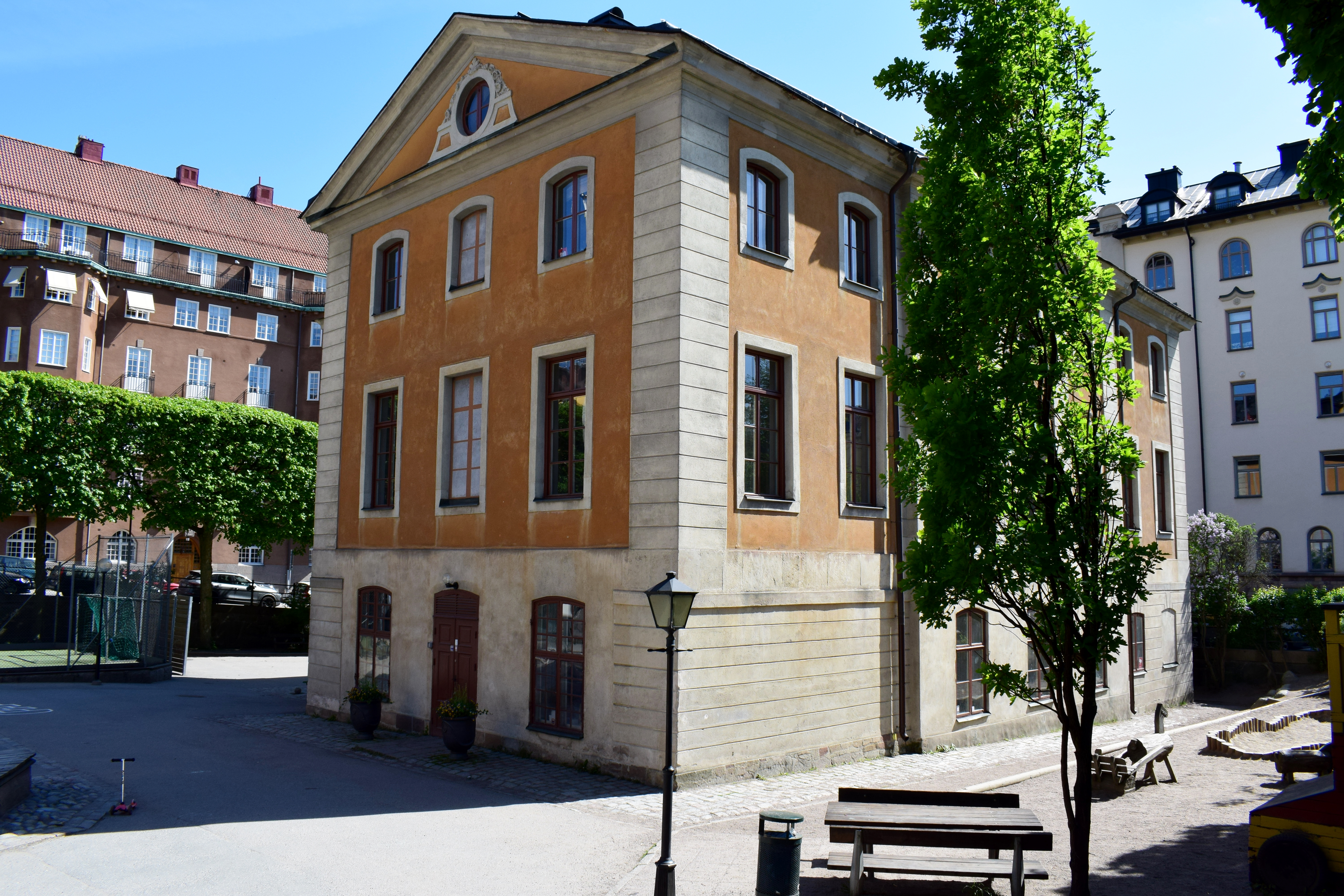
Det äldsta (södra) huset sett från innergården.
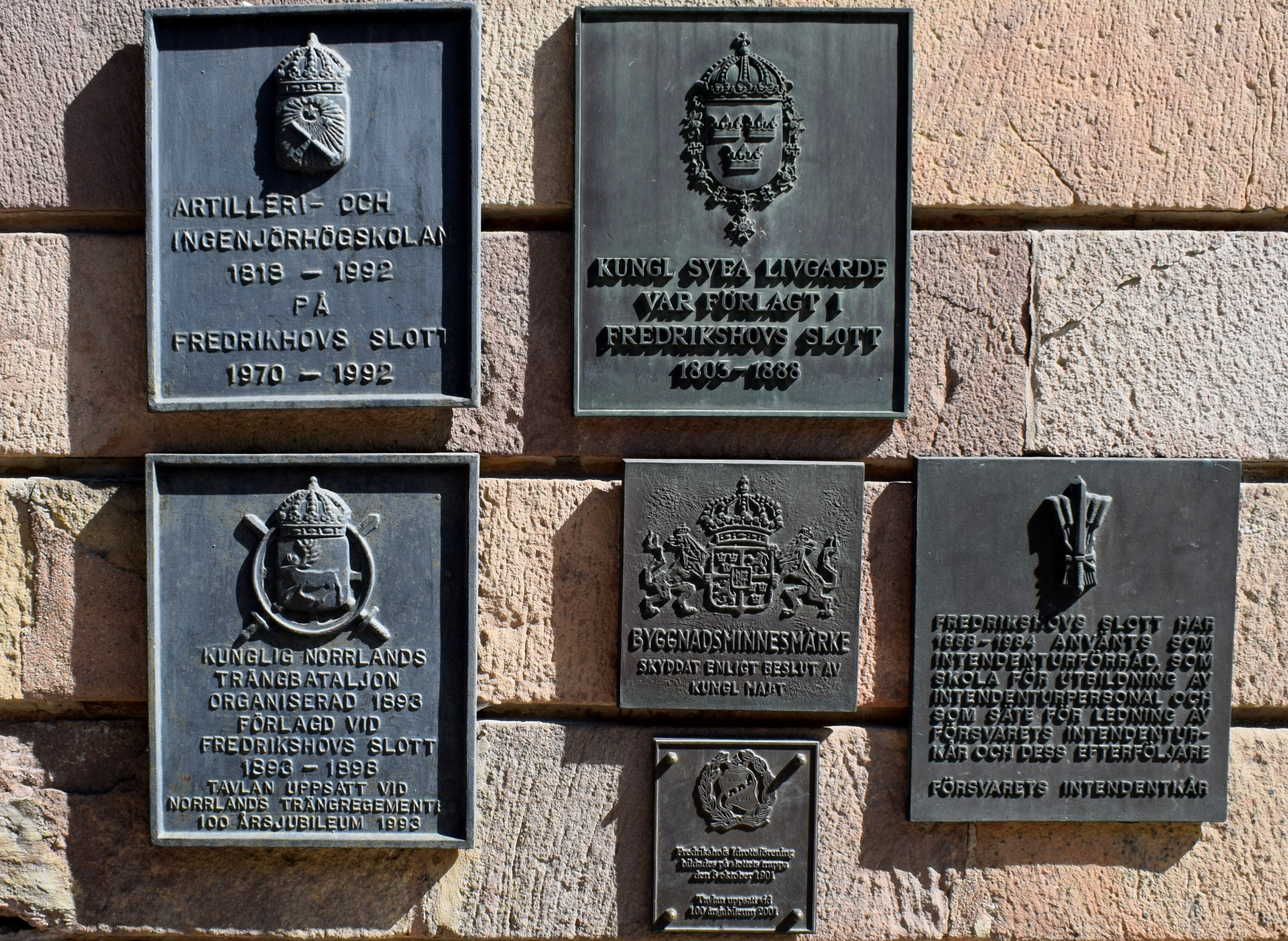
Minnestavlor över de militära förband och skolor som varit förlagda på slottet.
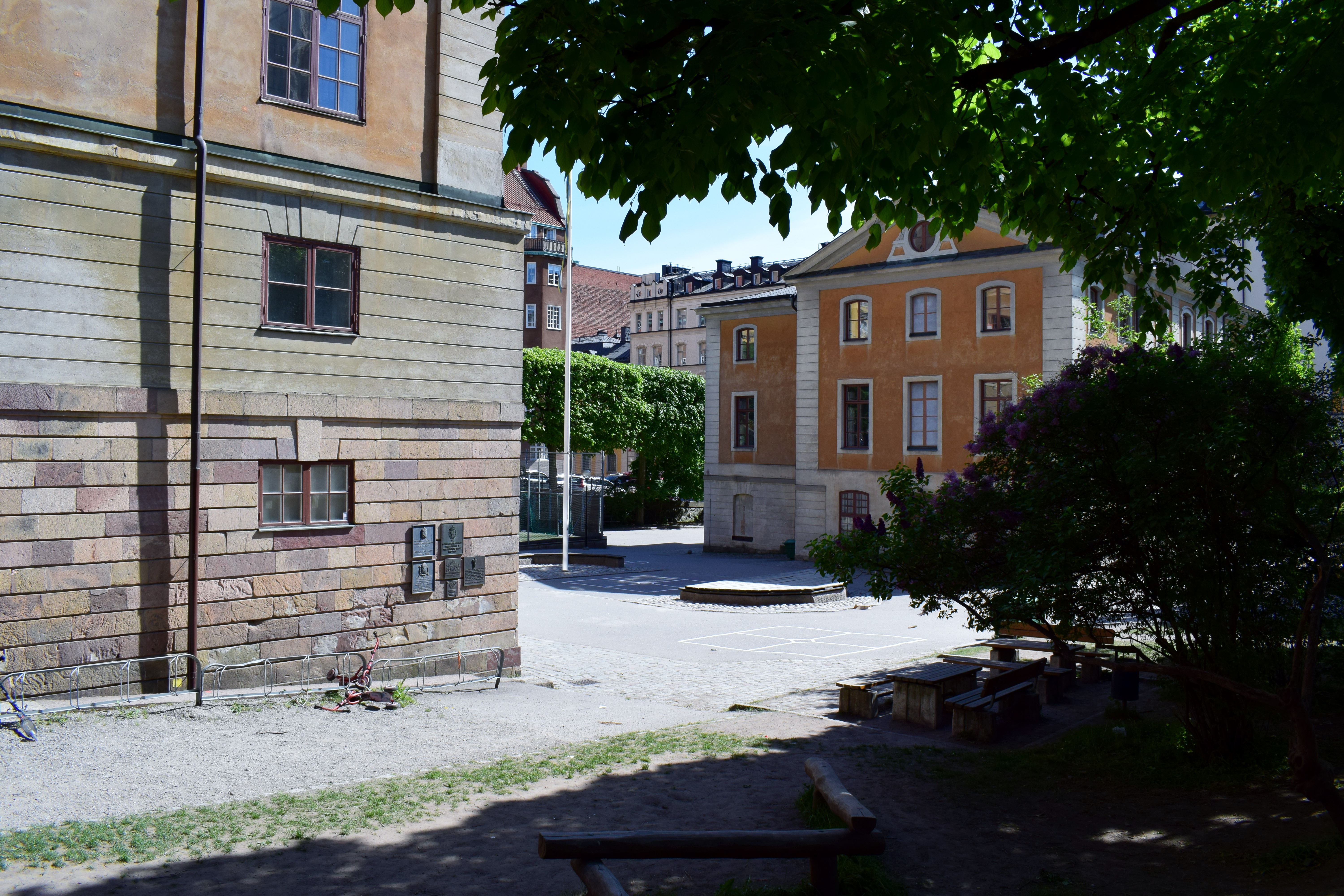
Fredrikshovs slott, norra byggnaden med minnesskyltar samt södra byggnaden.